# Rue du Roi-Doré
La rue du Roi-Doré est une rue située dans le 3e arrondissement de Paris dans le quartier du Marais.

## Situation et accès
La rue du Roi-Doré est une voie très courte de moins de 60 mètres qui relie la rue de Thorigny à celle de Turenne au niveau de l'église Saint-Denis-du-Saint-Sacrement. Elle est « étroite ». Son bâti, ancien, est antérieur au début du XIXe siècle.
Ce site est desservi par la station de métro Saint-Sébastien - Froissart.

## Origine du nom
L'origine du nom de cette rue est due à une enseigne représentant un buste doré du roi Louis XIII.

## Historique
Cette rue est ouverte en 1620 dans le lotissement du domaine des religieuses hospitalières Saint-Gervais, les coutures Saint-Gervais. Elle est citée sous le nom de « rue Françoise » dans un manuscrit de 1636 ou le procès-verbal de visite, en date du 21 avril 1636, indique : « Avons trouvé quantité d'immundices et ordures, vuidanges des caves, et boues seiches, collées et attachées contre les murs, des deux costez ». 
Elle a porté les noms de  « rue Françoise », « rue Saint-François », « rue Sainte-Françoise », « rue Française », avant de prendre son nom actuel. Pendant la Révolution française, elle prit le nom de « rue Dorée ».

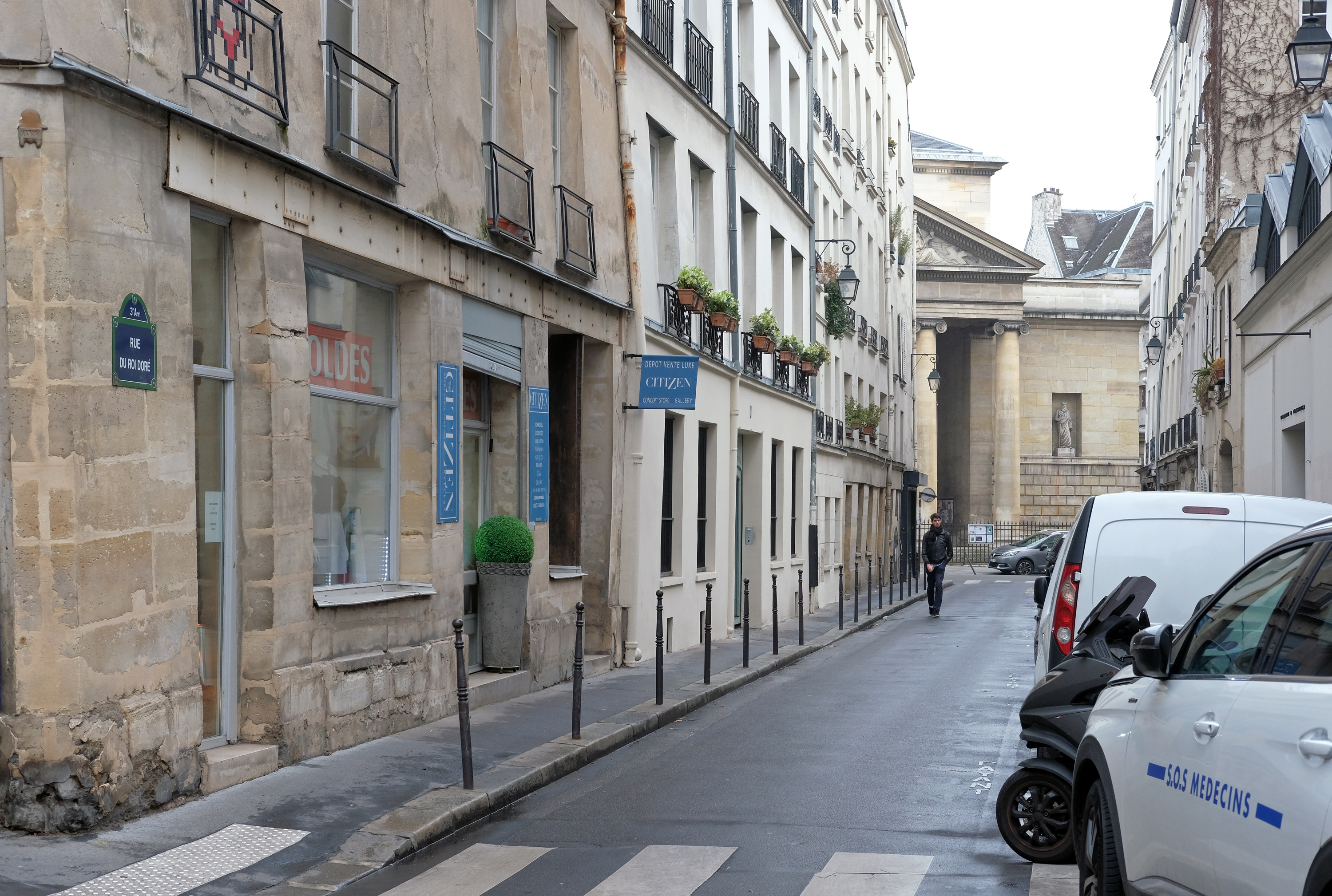
Rue du Roi-Doré depuis la rue de Thorigny ; en arrière-plan, l'église Saint-Denis-du-Saint-Sacrement.

## Bâtiments remarquables et lieux de mémoire
- Honoré de Balzac a habité au no 7, de 1822 à 1825.
- Le 29 août 2005, au no 4, un incendie se produisit dans un squat de la rue où se trouvait 12 familles (presque tous des sans-papiers), provoquant la mort de 7 personnes, dont 4 enfants[2].
- Début 2008, au no 9, une agence de l'architecte Jean-Michel Wilmotte a été installée dans un ancien bâtiment industriel du groupe Weber.
- Au n°2, au-dessus de la plaque de rue, le street artiste MifaMosa a installé une œuvre (N°198, 2020)[3].Mosaïque de MifaMosa 2 rue du roi doré 75003 Paris.

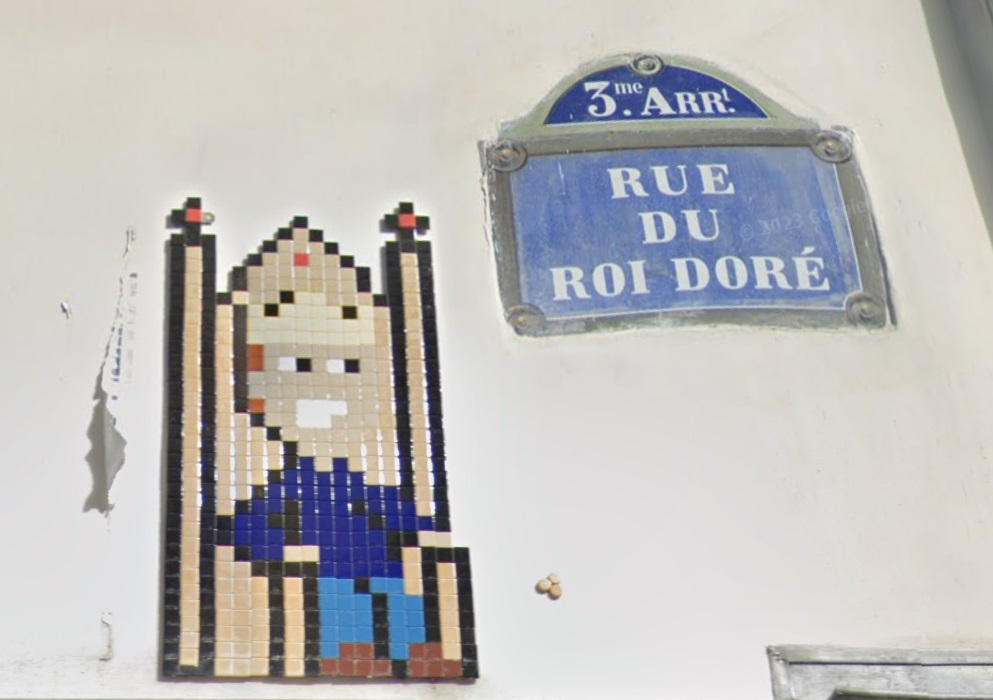
Mosaïque de MifaMosa 2 rue du roi doré 75003 Paris.

### Sources
- Napoléon Chaix, Paris guide, 1807, Librairie internationale.
- Jacques Hillairet, Dictionnaire historique des rues de Paris, Paris, Les Éditions de minuit, 1972, 1985, 1991, 1997, etc. (1re éd. 1960), 1 476 p., 2 vol.  [détail des éditions] (ISBN 2-7073-1054-9, OCLC 466966117).